# Pedro Alexi González
Pedro Alexi González (Bella Vista, Corrientes; 10 de marzo de 1946) es un exfutbolista argentino que se desempeñó como delantero extremo en varios clubes de Argentina.

## Trayectoria

### San Lorenzo (1966-1971)
Empezó su ascendente carrera futbolística en el club Lipton de su provincia natal. En 1966 se hizo profesional con San Lorenzo de Almagro en el empate 1:1 frente a Lanús. Con el «Ciclón» logró el Torneo Metropolitano 1968 bajo las órdenes del brasileño Tim, y conformó el famoso equipo de «Los Matadores». El delantero correntino permaneció en San Lorenzo hasta 1971, año en el cual, en pleno despegue de su carrera futbolística, atendió el llamado del empresario pesquero peruano Luis Banchero Rossi. Este lo llevó a Defensor Lima.

### Defensor Lima (1971-1974)
González llegó poco después del arribo del entrenador uruguayo Roque Gastón Máspoli, campeón de la Copa Libertadores y de la Copa Intercontinental como técnico de Peñarol, quien sustituyó al argentino Manuel Giúdice, que inició la campaña. En su primer encuentro ante Alianza Lima, le anotó los dos tantos que le dieron el triunfo a Defensor por 2:1 en el Torneo Descentralizado. Ese año, Defensor terminó tercero, detrás de Universitario y Alianza Lima, campeón y subcampeón de dicha temporada.
González estuvo un año más en Defensor Lima. En 1973 lograría  el título de campeón del fútbol peruano y jugaría la Copa Libertadores de 1974, donde el club de Breña obtuvo el primer lugar del grupo entre peruanos y ecuatorianos. El delantero anotó ante Sporting Cristal su único gol en dicha edición. También fue protagonista del Descentralizado 1974, que dejó a Defensor en tercer puesto, con once puntos menos que Universitario quien finalizó primero.

### River Plate (1975-1981)
Luego de su experiencia en el fútbol del Perú, el River Plate lo incorporó a sus filas. El director técnico de ese entonces, Ángel Labruna, tenía la intención de cortar con la sequía de títulos que el club padecía desde 1957. Después de una gran primera rueda, el equipo empezó a declinar al final pero se consiguió un triunfo ante San Lorenzo y se ganó el título con un equipo juvenil. Logra el bicampeonato obteniendo el Torneo Nacional 1975. Luego obtiene 5 títulos más en la institución de Núñez hasta que en 1981 es transferido a Talleres de Córdoba.

### Talleres, Renato Cesarini y All Boys (1982-1984)
En 1982, González ficharía para Talleres, siendo dirigido nuevamente por Labruna, y volviendo a compartir plantel con Héctor Ártico, Pedro Coudannes, Juan José López y Carlos Morete, tras su paso por River.
En 1983, jugaría en el Club Renato Cesarini, de la ciudad de Rosario, disputando un único partido en el Torneo Nacional de ese año. Posteriormente al año siguiente terminaría su carrera en el Club Atlético All Boys, disputando 7 partidos.

## Selección de Argentina
Fue internacional con la selección de fútbol de Argentina de 1969 a 1977, con la cual jugó siete partidos y anotó dos goles. Disputó las eliminatorias a la Copa Mundial de la FIFA 1970.

## Clubes
| Club                   | País      | Año       |
| ---------------------- | --------- | --------- |
| San Lorenzo            | Argentina | 1966-1971 |
| Defensor Lima          | Perú      | 1971-1974 |
| River Plate            | Argentina | 1975-1981 |
| Talleres de Córdoba    | Argentina | 1982      |
| Renato Cesarini        | Argentina | 1983      |
| Club Atlético All Boys | Argentina | 1984      |

## Estadísticas
Datos actualizados al fin de la carrera deportiva.
| San Lorenzo Argentina |               |               |     |     |   |    |    |     |     |      |      |
| 1.ª | 1966          | 1             | 0   | -   | - | -  | -  | 1   | 0   | 0,00 |      |
| 1.ª | M-1967        | 4             | 4   | -   | - | -  | -  | 4   | 4   | 1,00 |      |
| 1.ª | N-1967        | 7             | 2   | -   | - | -  | -  | 7   | 2   | 0,29 |      |
| 1.ª | M-1968        | 20            | 10  | -   | - | -  | -  | 20  | 10  | 0,50 |      |
| 1.ª | N-1968        | 13            | 0   | -   | - | -  | -  | 13  | 0   | 0,00 |      |
| 1.ª | M-1969        | 20            | 4   | 1   | 0 | -  | -  | 21  | 4   | 0,19 |      |
| 1.ª | N-1969        | 10            | 2   | 2   | 1 | -  | -  | 12  | 3   | 0,25 |      |
| 1.ª | M-1970        | 17            | 4   | -   | - | -  | -  | 17  | 4   | 0,24 |      |
| 1.ª | N-1970        | 19            | 6   | 5   | 1 | -  | -  | 24  | 7   | 0,29 |      |
| 1.ª | M-1971        | 12            | 4   | -   | - | -  | -  | 12  | 4   | 0,33 |      |
| 1.ª | M-1973        | 10            | 1   | -   | - | 7  | 1  | 17  | 2   | 0,12 |      |
| Total club | Total club    | 133           | 37  | 8   | 2 | 6  | 1  | 148 | 40  | 0,27 |      |
| Defensor Lima · Perú |               |               |     |     |   |    |    |     |     |      |      |
| 1.ª | 1971          | 20            | 12  | -   | - | -  | -  | 20  | 12  | 0,60 |      |
| 1.ª | 1972          | 29            | 8   | -   | - | -  | -  | 29  | 8   | 0,28 |      |
| 1.ª | 1973          | 35            | 14  | -   | - | -  | -  | 35  | 14  | 0,40 |      |
| 1.ª | 1974          | 36            | 12  | -   | - | 9  | 1  | 45  | 13  | 0,29 |      |
| Total club | Total club    | 120           | 46  | 0   | 0 | 9  | 1  | 129 | 47  | 0,36 |      |
| River Plate Argentina |               |               |     |     |   |    |    |     |     |      |      |
| 1.ª | M-1975        | 32            | 6   | -   | - | -  | -  | 32  | 6   | 0,19 |      |
| 1.ª | N-1975        | 23            | 7   | -   | - | -  | -  | 23  | 7   | 0,30 |      |
| 1.ª | M-1976        | 19            | 2   | -   | - | 14 | 4  | 33  | 6   | 0,18 |      |
| 1.ª | N-1976        | 16            | 1   | -   | - | -  | -  | 16  | 1   | 0,06 |      |
| 1.ª | M-1977        | 29            | 8   | -   | - | 5  | 1  | 34  | 9   | 0,26 |      |
| 1.ª | N-1977        | 8             | 2   | -   | - | -  | -  | 8   | 2   | 0,25 |      |
| 1.ª | M-1978        | 14            | 2   | -   | - | 10 | 2  | 24  | 4   | 0,17 |      |
| 1.ª | N-1978        | 10            | 1   | -   | - | -  | -  | 10  | 1   | 0,10 |      |
| 1.ª | M-1979        | 21            | 6   | -   | - | -  | -  | 21  | 6   | 0,29 |      |
| 1.ª | N-1979        | 12            | 0   | -   | - | -  | -  | 12  | 0   | 0,00 |      |
| 1.ª | M-1980        | 18            | 4   | -   | - | 5  | 0  | 23  | 4   | 0,17 |      |
| 1.ª | N-1980        | 15            | 2   | -   | - | -  | -  | 15  | 2   | 0,13 |      |
| 1.ª | M-1981        | 25            | 3   | -   | - | 4  | 1  | 29  | 4   | 0,14 |      |
| 1.ª | N-1981        | 3             | 0   | -   | - | -  | -  | 3   | 0   | 0,00 |      |
| Total club | Total club    | 245           | 44  | 0   | 0 | 38 | 8  | 283 | 52  | 0,18 |      |
| Talleres de Córdoba Argentina                                                                                                  |               |               |     |     |   |    |    |     |     |      |      |
| 1.ª | N-1982        | 14            | 2   | -   | - | -  | -  | 14  | 2   | 0,14 |      |
| 1.ª | M-1982        | 32            | 5   | -   | - | -  | -  | 32  | 5   | 0,16 |      |
| Total club | Total club    | 46            | 7   | 0   | 0 | 0  | 0  | 46  | 7   | 0,15 |      |
| Renato Cesarini Argentina |               |               |     |     |   |    |    |     |     |      |      |
| 1.ª | N-1983        | 1             | 0   | -   | - | -  | -  | 1   | 0   | 0,00 |      |
| Total carrera | Total carrera | Total carrera | 545 | 134 | 8 | 2  | 54 | 10  | 607 | 146  | 0,24 |
| (1) Incluye datos de la Copa Argentina. (2) Incluye datos de la Copa Libertadores. (3) No incluye goles en partidos amistosos. |               |               |     |     |   |    |    |     |     |      |      |

## Palmarés
| Título           | Club          | País      | Año    |
| ---------------- | ------------- | --------- | ------ |
| Primera División | San Lorenzo   | Argentina | M-1968 |
| Primera División | Defensor Lima | Perú      | 1973   |
| Primera División | River Plate   | Argentina | M-1975 |
| Primera División | River Plate   | Argentina | N-1975 |
| Primera División | River Plate   | Argentina | M-1977 |
| Primera División | River Plate   | Argentina | M-1979 |
| Primera División | River Plate   | Argentina | N-1979 |
| Primera División | River Plate   | Argentina | M-1980 |
| Primera División | River Plate   | Argentina | N-1981 |